# Lista orașelor din Liberia

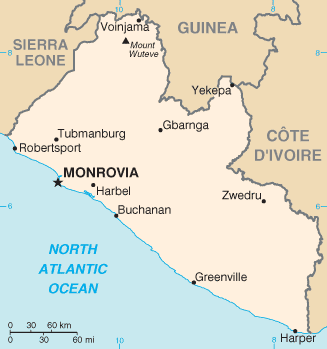
Harta Liberiei

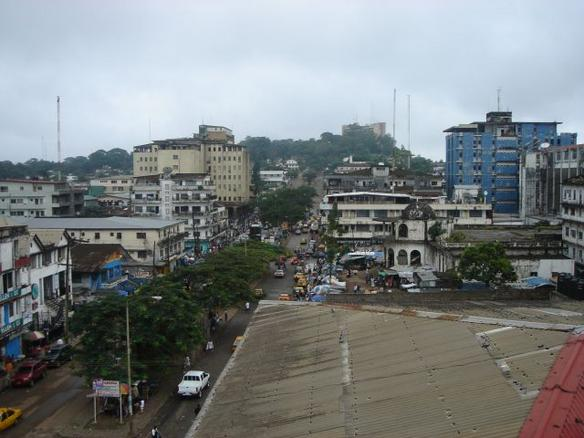
Monrovia, capitala Liberiei

Această pagină este o listă de orașe din Liberia. 
- Arthington
- Barclayville
- Bensonville
- Bopolu
- Buchanan
- Buutuo
- Careysburg
- Clay-Ashland
- Edina
- Fish Town
- Ganta
- Gbarnga
- Greenville
- Harbel
- Harper
- Kakata
- Monrovia (capitala)
- Marshall
- Paynesville
- Pleebo
- River Cess
- Robertsport
- Sacleipea
- Sanniquellie
- Tubmanburg
- Tuzon
- Virginia
- Voinjama
- Yekepa
- Zorzor
- Zwedru